# Gmina wiejska
Gmina wiejska – gmina, na której terytorium nie znajduje się miasto, co nie wyklucza jednak możliwości istnienia siedziby gminy w sąsiadującym mieście.
Wśród gmin mających siedzibę w mieście, gdzie równocześnie funkcjonuje gmina miejska są zarówno niewielkie gminy jak np. Obrzycko (woj. wielkopolskie), które jako miasto liczy 2239 mieszkańców, a jako gmina wiejska – 4387, Stoczek Łukowski (lubelskie) 2701 (miasto) oraz 5126 (gmina wiejska) oraz Kowal (kujawsko-pomorskie) odpowiednio 3495 oraz 4020, jak i gminy zdecydowanie większe, np. Ełk (57 471, 10 578), Włocławek (117 264, 6417) oraz Tarnów (114 168, 24 113), zwane gminami obwarzankowymi.

## Historia
W dawnej Polsce odpowiednikiem gminy jednowioskowej na wsi była gromada. W okresie od XV do XVIII wieku stanowiła ona podstawową jednostkę podziału terytorialnego i w ograniczonym zakresie samorządu terytorialnego na wsi. Słowo „gromada” było również używane na określenie mieszkańców jednej parafii lub warstwy ubogich mieszkańców miast.
Po rozbiorach organizacja wewnętrzna oraz zakres zadań i uprawnień gminy zmieniały się wraz z systemem prawa mocarstw rozbiorowych. Generalnie w zaborach pruskim i austriackim dominowały gminy jednostkowe (jednowioskowe). W zaborze rosyjskim po 1864 roku gromada została włączona jako jednostka niższego rzędu w skład wiejskiej gminy zbiorowej (wielowioskowej), jako odpowiednik dzisiejszego sołectwa.
Rozporządzeniem Ministra Spraw Wewnętrznych z 29 marca 1919 (opublikowanym 4 kwietnia 1919) przywrócono na terenie byłego Królestwa Kongresowego przedwojenne granice gmin wiejskich, zmienione przez władze okupacyjne niemieckie i austriacko-węgierskie.
W okresie międzywojennym ustawa samorządowa z 1933 roku usankcjonowała funkcjonowanie gmin zbiorowych, wprowadzając ten typ jednostki w województwach byłej Galicji i zaboru pruskiego, gdzie dotąd funkcjonowały gminy jednostkowe; jedynie w woj. śląskim podział na gminy jednostkowe utrzymał się do 1945 roku. W skład gminy zbiorowej wchodziło kilka gromad, na czele których stała rada gromadzka (w mniejszych gromadach zebranie gromadzkie) i sołtys. Na uwagę zasługuje fakt że niektóre ustawowo „zbiorowe” gminy mogły de facto składać się z tylko jednej, choć zazwyczaj szczególnie ludnej wsi, np. gmina Jezierna, gmina Tarnogród, gmina Wola Duchacka, gmina Sąsiadowice, gmina Cisowa itd.
W takim kształcie gminy wiejskie funkcjonowały do reformy z 1954 roku, w wyniku której zlikwidowano gminy zbiorowe, a najniższą jednostką podziału terytorialnego stały się gromady.
Kolejna reforma, przeprowadzona na mocy ustawy z dnia 29 listopada 1972 r. o utworzeniu gmin i zmianie ustawy o radach narodowych weszła w życie w 1973 roku. W jej wyniku zlikwidowane zostały gromady oraz wprowadziła na nowo gminy zbiorowe i jednostki pomocnicze gminy niższego rzędu, czyli sołectwa; w miejsce 4313 gromad utworzono 2366 znacznie większych gmin. Liczbę tę zmniejszono w dalszych latach do 2129 (2 lipca 1976).
Zarówno gromady jak gminy, począwszy od roku 1950, były organami jednolitej władzy państwowej, a nie samorządu terytorialnego. Dotyczy to także gmin miejskich.

## Wieś gminna
Wieś gminna to wieś, która jest siedzibą gminy wiejskie, znajduje się na jej terenie Urząd gminy (z wyjątkiem gminy miejsko-wiejskiej Nowe Skalmierzyce, której jej siedziba nie znajduje się w mieście tylko we wsi Skalmierzyce).